# Cô dâu nhập khẩu
Sapai Import (tên tiếng Thái: สะใภ้อิมพอร์ต, tên tiếng Việt: Cô dâu nhập khẩu) là bộ phim truyền hình Thái Lan phát sóng vào năm 2020. Phim phát sóng trên kênh Channel 7 (CH7) với sự tham gia của Mick Tongraya và Peechaya Wattanamontree.
Đây cũng là bộ phim cuối cùng của hãng Pordeecom sản xuất cho Đài 7 rồi chính thức qua Đài OneHD.

## Nội dung
Phim là câu chuyện tình yêu dí dỏm và hài hước nhưng không kém phần cảm động của cô nàng kiêu sa và xinh đẹp Lisa cùng anh chàng điển trai tên Don – người được mệnh danh nam thần sở hữu trái tim ấm áp. Sau khi Lisa du học nước ngoài về, cô vào bar uống rượu, kết quả là say bí tỉ, Don nhìn thấy không lỡ để cô gặp nguy hiểm nên đã đưa cô vào khách sạn nghỉ ngơi. Sáng hôm sau tỉnh lại, Lisa tưởng Don đã cưỡng bức mình nên đã đến tìm Don để tính sổ. Mẹ của Don đã gặp Lisa ở nước ngoài từ trước và được cô giúp đỡ nên bà rất thích Lisa. Gia đình của Lisa mắc nợ và chủ nợ muốn bắt Lisa bán thân trả nợ. Mẹ của Don đã trả nợ giúp gia đình Lisa, bà muốn Lisa kết hôn với Don. Mẹ của Don đã giả vờ bị bệnh nặng nên Don và Lisa đã thương lượng với nhau và đồng ý giả kết hôn. Lisa lúc này đành bất đắc dĩ phải kết hôn với Don, trong khi anh đang là người thừa kế của một trang trại gia súc lớn.
Chuyện kết hôn là thế nhưng Don trước đó là một người đàn ông rất hào hoa, anh được nhiều phụ nữ săn đón nhưng kỳ lạ là anh chưa động lòng với bất cứ ai. Hai con người với 2 tính cách trái ngược nhau nên ngay từ lần đầu gặp mặt thì cả 2 đã không mấy ưa đối phương. Tuy nhiên, thời gian khiến họ hiểu nhau và sẵn sàng hi sinh vì người mình yêu.

## Diễn viên
- Mick Tongraya as Don Paairaksaa
- Peechaya Wattanamontree as Alisa "Lisa" Ngamsapdee
- Savitree Samipak as Orn Paairaksaa (mẹ Don và Rin)
- Chayapol Bunnag as Dr. Mee (bạn Don)
- Jaibua Hidding as Rin Paairaksaa (em gái Don, bạn gái Mee)
- Jukkaphan Wongkanit as Pitarn Paairaksaa (Pit) (em họ Don)
- Sirin Kohkiat as Ratree (bồ cũ Don)
- Natthapat Jiraphawasut as Pat Paairaksaa (em họ Don, em trai Pitarn)
- Rachaya Rakkasikorn as Lada Paairaksaa (mẹ Pitarn và Pat, em gái Orn)
- Sarut Vijittranon as Wichai
- Suda Chuenban as Yai Thapthip
- Trin Saetachock as Charoen Ngamsapdee (bố Lisa)
- Nussara Pawanna as Wiyada Ngamsapdee (mẹ Lisa)
- Sompob Benjathikul as Jarern Paairaksaa (ông của Don, đã mất)
- Tanavit Wongsuwan as Character Name
- Seksun Suttijun as Kawan
- Akarat Chuasirisuksakul as a farm worker
- Surakiat Bunnag as a farm supervisor
- Rachawat Klipngern as a police officer
- Tanawich Wongsuwan
- Mondhira Piamrattawong
- Dj Win Seed

## Ca khúc nhạc phim
- แรงดึงดูดของความรัก / Raeng Deung Doot Kong Kwaam Rak - Mick Tongraya ft Peechaya Wattanamontree
- จุดพักใจ / Joot Puk Jai - Mick Tongraya ft NEW JIEW (ep 15)

## Rating
- Tập 1: 5.81
- Tập 2: 5.64
- Tập 3: 6.21
- Tập 4: 6.1
- Tập 5: 6.64
- Tập 6: 6.5
- Tập 7: 6.87
- Tập 8: 6.1
- Tập 9: 6.46
- Tập 10: 6.84
- Tập 11: 6.68
- Tập 12: 7.53
- Tập 13: 7.28
- Tập 14: 7.25
- Tập 15: 7.35
- Tập 16: 7.78
- Tập 17 (cuối): 8.51

Trung bình: 6.8
Rating tập cuối cao thứ 3 (cao thứ 2 khung Primetime) năm 2020, rating trung bình đứng thứ 2 (khung Primetime) của đài CH7 2020.